# Tooradin
Tooradin är en del av en befolkad plats i Australien. Den ligger i kommunen Casey och delstaten Victoria, omkring 58 kilometer sydost om delstatshuvudstaden Melbourne.
Trakten är tätbefolkad. Närmaste större samhälle är Cranbourne, omkring 15 kilometer nordväst om Tooradin. 
Genomsnittlig årsnederbörd är 1 251 millimeter. Den regnigaste månaden är maj, med i genomsnitt 154 mm nederbörd, och den torraste är januari, med 51 mm nederbörd.